# 파울 크뤼천
파울 요제프 크뤼천(네덜란드어: Paul Jozef Crutzen, 1933년 12월 3일 ~ 2021년 1월 28일)은 네덜란드의 대기화학자이다. 1995년에 산화질소류가 오존의 분해를 촉진시키는 촉매제 역할을 밝혀낸 공로로 마리오 J. 몰리나, 프랭크 셔우드 롤런드와 함께 노벨 화학상을 수상했다.

## 수상 경력
- 1989년 : 환경 성과에 대한 타일러상
- 1991년 : 볼보 환경상
- 1995년 : 노벨 화학상

## 회원
- 2006년 : 왕립학회 외국인 회원 선출[1]